# La Ferté-Loupière
La Ferté-Loupière település Franciaországban, Yonne megyében. Lakosainak száma 547 fő (2022. január 1.). La Ferté-Loupière Sommecaise, Chassy, Les Ormes, Sépeaux-Saint Romain, Charny Orée de Puisaye, Montholon és Chevillon községekkel határos.

## Népesség
A település népességének változása:
| Lakosok száma | 491  | 506  | 527  | 532  | 530  | 526  | 524  | 536  | 547  |
|               | 2013 | 2015 | 2016 | 2017 | 2018 | 2019 | 2020 | 2021 | 2022 |